# 湖陵町
湖陵町（こりょうちょう）は、かつて島根県の東部、簸川郡に属した町。2005年、合併により出雲市の一部となった。

## 歴史
- 1951年（昭和26年）4月1日 - 西浜村・江南村が合併して湖陵村が発足。
- 1969年（昭和44年）11月3日 - 湖陵村が町制施行して湖陵町となる。
- 2005年（平成17年）3月22日 - 出雲市・平田市・佐田町・多伎町・大社町と合併し、改めて出雲市が発足。同日湖陵町廃止。

## 教育

### 幼稚園
- 湖陵町立湖陵幼稚園

### 保育園
- ハマナス保育園

### 小学校
- 湖陵町立湖陵小学校

### 中学校
- 湖陵町立湖陵中学校

現在は町立のものはすべて出雲市立となっている。

## 交通

### 鉄道
- 山陰本線:江南駅

### 道路

#### 高速道路
旧町内を走る高速道路はない

#### 国道
- 国道9号

#### 県道
- 主要地方道
  - 島根県道39号湖陵掛合線
- 一般県道
  - 島根県道277号多伎江南出雲線